# كريستوفر أ. بويكو
كريستوفر أ. بويكو (بالإنجليزية: Christopher A. Boyko)‏ هو محامي وقاضي أمريكي، ولد في 10 أكتوبر 1954 في كليفلاند في الولايات المتحدة.